# Magnus Piontek
Magnus Piontek (* in Bonn) ist ein deutscher Opern-, Lied- und Konzertsänger (Bass).

## Leben
Magnus Piontek wuchs in Swisttal in der Nähe von Rheinbach auf und besuchte zunächst die Swistbach Grundschule in Swisttal-Heimerzheim und danach das Vinzenz-Pallotti-Kolleg in Rheinbach, das er mit dem Abitur abschloss.
Während der Schulzeit, machte er eine Ausbildung zum nebenamtlichen Kirchenmusiker und komponierte Musik zu diversen Schultheaterproduktionen.
Er studierte zunächst Lehramt für Musik und Philosophie an der Hochschule für Musik und Tanz Köln sowie der Universität Köln. Daran schloss sich ein Dirigierstudium bei Marcus Creed, ebenfalls in Köln an.
An der Hochschule für darstellende Kunst und Tanz in Mannheim studierte er Gesang bei Rudolf Piernay.
Derzeit wohnt er in Leipzig.

## Beruf
Während seines Studiums debütierte Magnus Piontek im Jahr 2012 am Nationaltheater Mannheim, wo er ab der Spielzeit 2013/14 als Ensemblemitglied in vielen Rollen des deutschen und italienischen Fachs sowie in zahlreichen Uraufführungen zu erleben war.
Ab der Spielzeit 2016/17 war er Ensemblemitglied am Theater Chemnitz. Dort war er in vielen Rollen des ersten Bassfachs zu hören wie Timur (Turandot), Sarastro (Die Zauberflöte), Rocco (Fidelio) und in der Titelrolle in Boitos Mefistofele. Ein Schwerpunkt waren außerdem die großen Partien von Richard Wagner, wie Gurnemanz (Parsifal), Landgraf (Tannhäuser), Veit Pogner (Die Meistersinger von Nürnberg), König Heinrich (Lohengrin) sowie Fasolt, Hunding und Fafner im Ring des Nibelungen.
Ebenfalls 2016 gab er sein Debüt an der Semperoper Dresden, wo er seitdem unter anderem als Bartolo (Le nozze di Figaro), Méru (Die Hugenotten), Zeremonienmeister (Doktor Faust), Priester (Moses und Aron) und Colline (La Bohème) zu erleben war.
Die Komische Oper Berlin begleitete er im Herbst 2019 auf eine Asien-Tournee nach Macau und Taiwan, bei der er erneut als Sarastro (Zauberflöte) auftrat.
Seit der Spielzeit 2021/22 gab er seine Debüts an der Oper Leipzig als Jeronimus (Maskarade), am Staatstheater Kassel als Doktor (Wozzeck), an der Oper Bonn als Un Frate (Don Carlo) und am Theater Osnabrück als Großinquisitor (Don Carlo).
Geplante Engagements beinhalten unter anderem König Marke (Tristan und Isolde) mit dem Radio-Sinfonieorchester Prag sowie König Treff (Die Liebe zu den drei Orangen) an der Oper Bonn.
Neben seiner Operntätigkeit widmet sich Magnus Piontek intensiv dem Oratorienrepertoire. Es umfasst Werke wie Verdis Requiem, Mendelssohns Paulus, Bachs h-Moll-Messe, Frank Martins In terra pax und Haydns Schöpfung.
Gastspiele führten ihn an die Deutsche Oper Berlin, an das Theater Münster, das Staatstheater Braunschweig und das Stadttheater Pforzheim sowie zum Mozartfest Würzburg, zu den Osterfestspielen in Baden-Baden und in die Berliner Philharmonie.
Er arbeitete unter anderen mit den Dirigenten Alan Gilbert, Dan Ettinger, Gotthold Schwarz, Pietari Inkinen, den Regisseuren Peter Konwitschny, Achim Freyer, Calixto Bieito, Balázs Kovalik und den Ensembles Berliner Philharmoniker, Concerto Köln, musikFabrik, Lautten Compagney Berlin und Akademie für Alte Musik Berlin zusammen.
Radio- und CD-Produktion wie Hunding (Die Walküre), Il Commendatore (Don Giovanni) mit der Lautten Compagney beim Mozartfest Würzburg, die Ersteinspielung von Hans Sommers Rübezahl und der Sackpfeifer von Neisse in der Titelpartie sowie Zimmermanns Der Schuhu und die fliegende Prinzessin dokumentieren sein Wirken.

## Stipendien
Magnus Piontek war Stipendiat des Richard-Wagner-Verband Heidelberg und der Deutsche Bank Stiftung „Akademie Musiktheater heute“.